# Đảo Chrząszczewska

Đảo Chrząszczewska là một hòn đảo ở tỉnh Zachodniopomorskie, phía tây bắc Ba Lan với diện tích 10 km², nằm trong phá Kamieński thuộc hạt Kamieński, nối với đất liền nhờ cây cầu quanh thị trấn Kamień Pomorski. Hòn đảo bị giới hạn bởi phá Kamieński phía bắc, vịnh Promna phía đông, vịnh Cicha phía nam và sông Dziwna phía tây tây-nam.

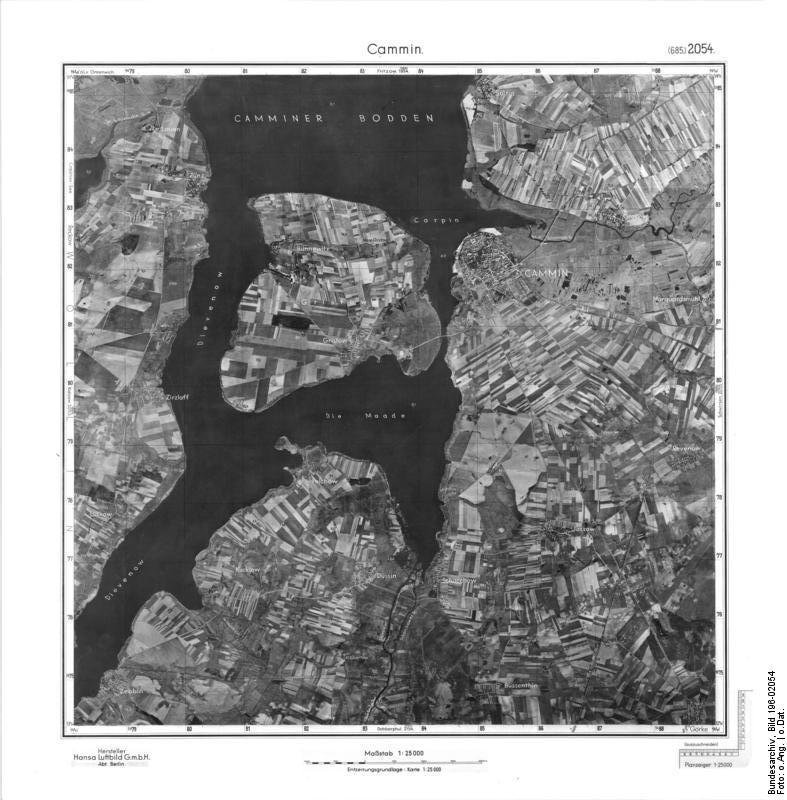
Chrząszczewska Wyspa trên bản đồ cũ

Có ba ngôi làng trên đảo Chrząszczewska: làng Chrząszczewo, làng Chrząszczewko và làng Buniewice. Ở phía tây hòn đảo có một ngọn đồi tên là Wyżawa (cao 26,6 mét).
Trong khu vực nằm phía bắc làng Chrząszczewo, có một gò chôn đá khổng lồ và giếng dầu.
Trong Chiến tranh thế giới thứ hai, các bệ phóng tên lửa của Đức đặt trên hòn đảo.
Đảo thuộc khu vực bảo tồn chim quý hiếm "Zalew Kamieński i Dziwna" và khu vực bảo vệ môi trường sống "Ujście Odry và Zalew Szczeciński".
Trước năm 1946, đảo mang tên "Insel Gristow". Năm 1949, Wyspa Chrząszczewska là tên chính thức của đảo (wyspa có nghĩa là hòn đảo trong tiếng Ba Lan). Năm 1956, đảo Chrząszczewska là một phần của thị trấn Kamień Pomorski. Ngày 31 tháng 12 năm 1959, hòn đảo tách ra khỏi địa phận thị trấn.